# (10406) 1997 WZ29
1997 دابليو زد 29 (ويعرف أيضًا باسم (10406) 1997 دابليو زد 29 وفق تسمية الكوكب الصغير) (بالإنجليزية: 1997 WZ29)‏ هو كويكب ضمن حزام الكويكبات؛ وترتيبه 10406 من حيث الاكتشاف.
اكتُشف هذا الجُرم الفلكي بواسطة هيروشي كانيدا في 24 نوفمبر 1997.

## وصلات خارجية
- (10406) 1997 WZ29 في قاعدة بيانات مختبر الدفع النفاث لأجرام النظام الشمسي الصغيرة

- الاكتشاف · مخطط المدار ·  العناصر المدارية · المعلمات المادية

- (10406) 1997 WZ29 على موقع ويكي سكاي: DSS2, SDSS, GALEX, IRAS, Hydrogen α, X-Ray, Astrophoto, Sky Map, Articles and images